# 沃凱亞庫姆縣 (華盛頓州)
沃凱亞庫姆縣（英語：Wahkiakum County）是美国华盛顿州西南部的一個郡，西南以哥倫比亞河與俄勒冈州相望，面積743平方公里，是該州面積最小的縣。根據2020年美國人口普查，共有人口4,422人。縣治卡斯拉米特（Cathlamet）。該縣成立於1854年4月25日，縣名來自奇努克族酋長沃凱亞庫姆（是「高大樹木」的意思）。